# Werner Plumpe

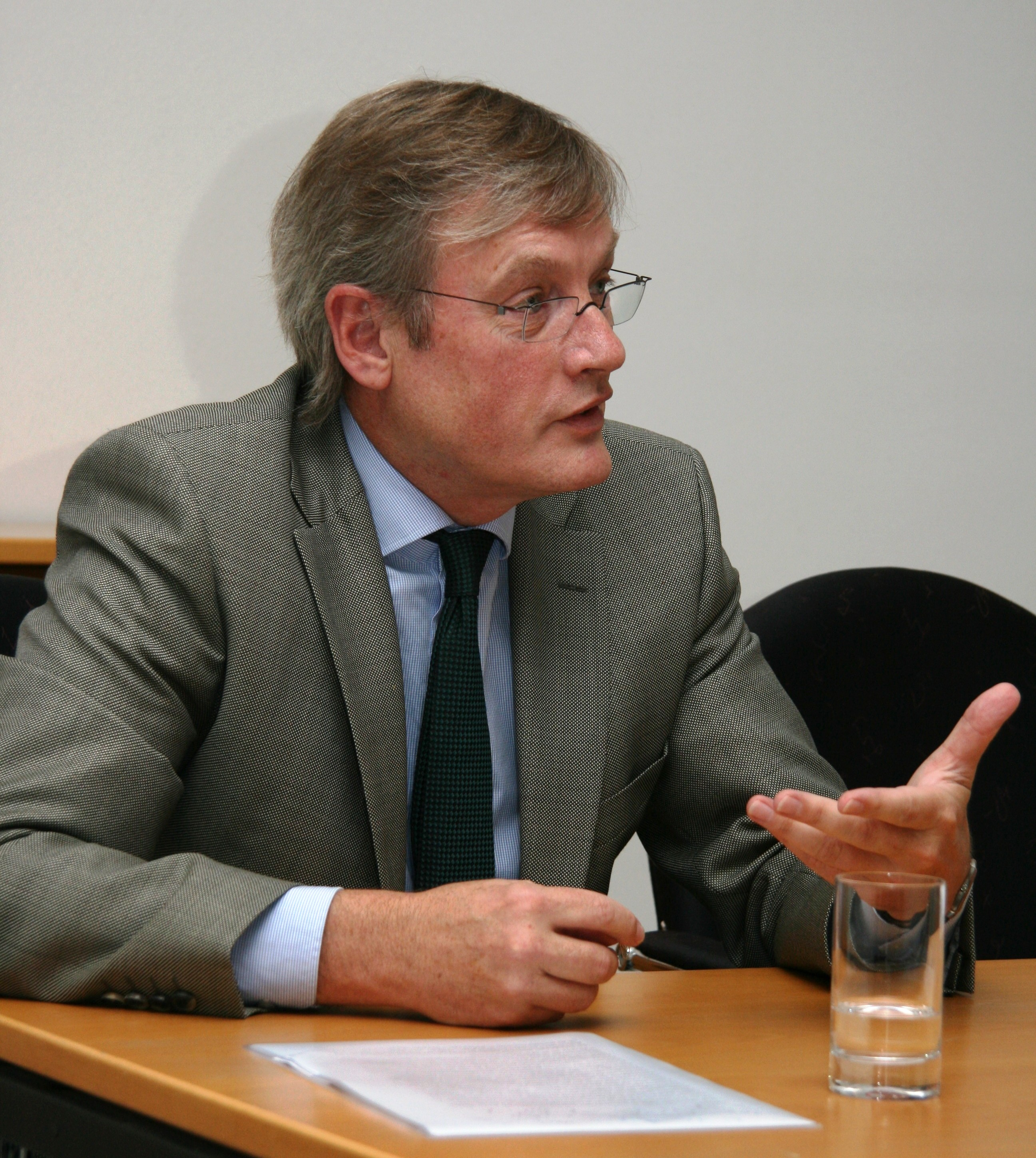
Werner Plumpe im September 2011

Werner Plumpe (* 13. November 1954 in Bielefeld) ist ein deutscher Historiker. Er bekleidete von 1999 bis 2022 den Lehrstuhl für Wirtschafts- und Sozialgeschichte an der Universität Frankfurt am Main.

## Leben und Wirken
Werner Plumpe wurde als fünftes Kind des evangelischen Pfarrers Werner Plumpe und dessen Frau Käthe, geborene Beckord, einer Lehrerin, in Bielefeld geboren. Seine Brüder sind der Germanist Gerhard Plumpe und der Unternehmenshistoriker Gottfried Plumpe; der Filmregisseur Friedrich Wilhelm Murnau ist ein entfernter Onkel Plumpes. 1973 legte Plumpe das Abitur am Gymnasium Petrinum in Recklinghausen ab. Er studierte von 1973 bis 1980 Geschichte und Wirtschaftswissenschaften an der Ruhr-Universität Bochum. Seine 1979 vorgelegte Magisterarbeit ist die erste branchenübergreifende Studie zum industriellen Verbandswesen in Deutschland nach 1945. Von 1980 bis 1987 war Plumpe in Bochum als wissenschaftlicher Mitarbeiter beschäftigt und wurde dort 1985 mit der von Dietmar Petzina betreuten Arbeit über Wirtschaftsverwaltung, Bewirtschaftungssystem und industrielle Interessenpolitik im britischen Besatzungsgebiet nach dem Zweiten Weltkrieg 1945/49 promoviert. Politisch organisierte Plumpe sich bis 1989 in der DKP. Von 1987 bis 1993 war Plumpe Hochschulassistent in Bochum. 1994 erfolgte dort seine Habilitation, in diesem Jahr erhielt er die Venia Legendi im Fach Sozial- und Wirtschaftsgeschichte und wurde zum Hochschuldozenten ernannt. Plumpe lehrte von 1997 bis 1999 als Vertretungsprofessor für Wirtschafts- und Sozialgeschichte an der Johann Wolfgang Goethe-Universität Frankfurt am Main. Er hatte 1998 eine Gastprofessur an der Keiō-Universität inne. Von 1999 bis zu seinem Ruhestand im Oktober 2022 lehrte Plumpe als ordentlicher Professor Wirtschafts- und Sozialgeschichte in Frankfurt am Main.
Seine Forschungsschwerpunkte sind die Wirtschafts- und Sozialgeschichte der Neuzeit, die Unternehmens- und Industriegeschichte des 19. und 20. Jahrhunderts, die Geschichte der Industriellen Beziehungen sowie die Geschichte des ökonomischen Denkens und der ökonomischen Theorien. Plumpe veröffentlichte 2016 nach achtjähriger Forschungsarbeit eine Biographie zu Carl Duisberg. Mit seiner Biographie möchte er die „Bedingungen der Möglichkeit des individuellen Erfolgs“ herauszuarbeiten. Im Ergebnis arbeitet Plumpe den unternehmerischen Erfolg Duisbergs heraus, zeigt ihn aber auch als anpassungsfähigen Opportunisten in wechselnden politischen Ordnungen zwischen Kaiserreich und Nationalsozialismus. 2019 veröffentlichte er eine Darstellung (Das kalte Herz) der Geschichte des Kapitalismus in Europa seit dem ausgehenden 17. Jahrhundert. Dieser wandle sich ständig, schaffe insbesondere über Skaleneffekte Zugang zu Wohlstand auch für ärmere Bevölkerungsschichten und werde seit seinen Anfängen kritisiert.
Plumpe ist unter anderem Vorsitzender des Wissenschaftlichen Beirats der Gesellschaft für Unternehmensgeschichte (GUG), Mitglied des Wissenschaftlichen Beirats der Historischen Zeitschrift, Mitglied der Frankfurter Historischen Kommission und der Historischen Kommission bei der Bayerischen Akademie der Wissenschaften (seit 2010). Von Oktober 2010 bis September 2011 war er Fellow des Historischen Kollegs in München. Zwischen 2008 und 2012 leitete er als Vorsitzender den Verband der Historiker und Historikerinnen Deutschlands. Plumpe wurde 2014 der Ludwig-Erhard-Preis für Wirtschaftspublizistik verliehen. Ferner gehört er dem Vorstand der Historischen Gesellschaft der Deutschen Bank e. V. an.

## Schriften (Auswahl)
Monografien
- Die Entstehungsphase des industriellen Spitzenverbandes im britischen und amerikanischen Besatzungsgebiet nach dem Zweiten Weltkrieg im Spiegel der öffentlichen Meinung. (Bochum, Univ., Mag.-Arb., 1979).
- Vom Plan zum Markt. Wirtschaftsverwaltung und Unternehmerverbände in der britischen Zone (= Düsseldorfer Schriften zur neueren Landesgeschichte und zur Geschichte Nordrhein-Westfalens. Bd. 22). Schwann, Düsseldorf 1987, ISBN 3-491-33122-6 (Teilw. zugl.: Bochum, Univ., Diss., 1985).
- Betriebliche Mitbestimmung in der Weimarer Republik. Fallstudien zum Ruhrbergbau und zur chemischen Industrie (= Quellen und Darstellungen zur Zeitgeschichte. Bd. 45). Oldenbourg, München 1999, ISBN 3-486-56238-X (Vollst. zugl.: Bochum, Univ., Habil.-Schr., 1994).
- mit Jan-Otmar Hesse, Roman Köster: Die Große Depression. Die Weltwirtschaftskrise 1929–1939. Campus, Frankfurt am Main u. a. 2014, ISBN 978-3-593-50162-8.
- Carl Duisberg 1861–1935. Anatomie eines Industriellen. Beck, München 2016, ISBN 978-3-406-69637-4.
- Wirtschaftskrisen. Geschichte und Gegenwart. 5., durchgesehene und aktualisierte Auflage. Beck, München 2017, ISBN 978-3-406-60681-6.
- Unternehmensgeschichte im 19. und 20. Jahrhundert (= Enzyklopädie deutscher Geschichte. Bd. 94). De Gruyter Oldenbourg, Berlin 2018, ISBN 978-3-486-58104-1.
- Das kalte Herz. Kapitalismus. Die Geschichte einer andauernden Revolution. Rowohlt, Berlin 2019, ISBN 978-3-871-34754-2.
- mit Alexander Nützenadel, Catherine R. Schenk: Deutsche Bank. Die globale Hausbank 1870–2020. Propyläen, Berlin 2020, ISBN 978-3-549-10016-5.
- Gefährliche Rivalitäten. Wirtschaftskriege – von den Anfängen der Globalisierung bis zu Trumps Deal-Politik. Rowohlt Berlin, Berlin 2025, ISBN 978-3-7371-0216-2.

Herausgeberschaften
- mit Gerold Ambrosius, Dietmar Petzina: Moderne Wirtschaftsgeschichte. Eine Einführung für Historiker und Ökonomen. 2., überarbeitete und erweiterte Auflage. Oldenbourg, München 2006, ISBN 3-486-57878-2.
- mit Werner Abelshauser: Wirtschaftsordnung, Staat und Unternehmen. Neue Forschungen zur Wirtschaftsgeschichte des Nationalsozialismus. Festschrift für Dietmar Petzina zum 65. Geburtstag. Klartext-Verlag, Essen 2003, ISBN 3-89861-259-7.
- Wirtschaftsgeschichte (= Basistexte Geschichte. Bd. 2). Steiner, Stuttgart 2008, ISBN 978-3-515-09064-3.
- mit Roman Köster, Bertram Schefold, Korinna Schönhärl: Das Ideal des schönen Lebens und die Wirklichkeit der Weimarer Republik. Vorstellungen von Staat und Gemeinschaft im George-Kreis (= Wissenskultur und gesellschaftlicher Wandel. Bd. 33). Akademie-Verlag, Berlin 2009, ISBN 978-3-05-004577-1.
- mit Rainer Hank: Wie wir reich wurden. Band 1: Eine kleine Geschichte des Kapitalismus. Theiss, Stuttgart 2012, ISBN 978-3-8062-2704-8.
- Eine Vision – zwei Unternehmen. 125 Jahre Carl-Zeiss-Stiftung. Beck, München 2014, ISBN 3-406-66285-4.
- Unternehmer – Fakten und Fiktionen. Historisch-biographische Studien (= Schriften des Historischen Kollegs. Kolloquien. Bd. 88). Oldenbourg, München 2014, ISBN 978-3-486-71352-7 (Digitalisat).